# Xiphodon

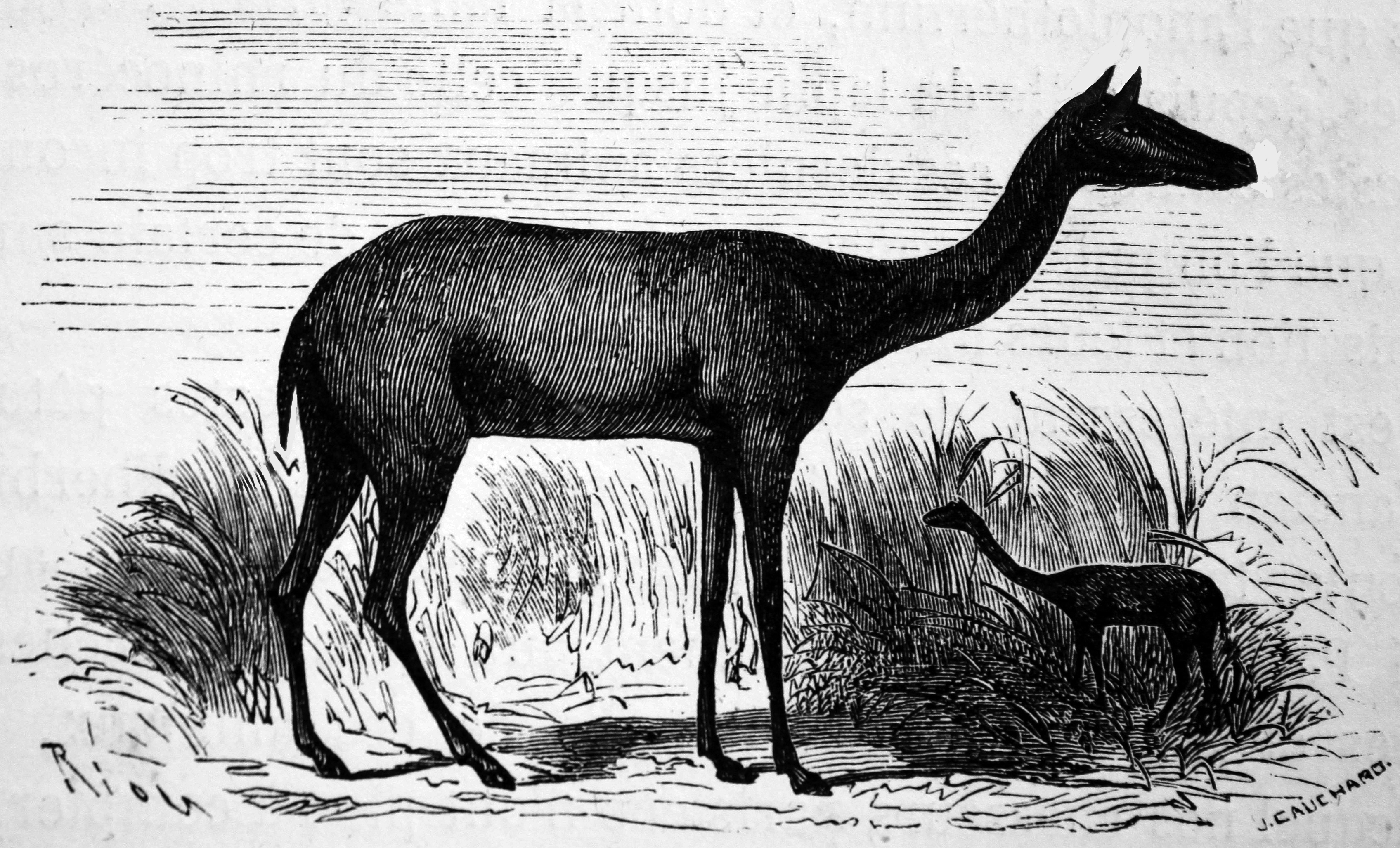
Recreación de Xiphodon gracilis de 1863

Xiphodon es un género extinto de mamífero artiodáctilo perteneciente a la familia de los xifodóntidos, encontrado en formaciones geológica europeas del Eoceno. Tenía patas delgadas, pies didáctilos, y pequeños dientes caninos. Xiphodon estaba cercanamente relacionado con los actuales camellos.